# 尾崎将也
尾崎 将也（おざき まさや、1960年4月17日 - ）は、日本の脚本家、映画監督。アンドリーム（&REAM）所属。妻は小説家の佐伯紅緒。

## 人物
兵庫県西宮市出身。六甲高等学校、関西学院大学文学部を卒業後、広告制作会社に就職するも脚本家の夢を諦められず、1992年に『屋根の上の花火』で第5回フジテレビヤングシナリオ大賞を受賞し頭角を現した。
代表作に『アットホーム・ダッド』『結婚できない男』『特命係長 只野仁』『白い春』『梅ちゃん先生』 『僕の初恋をキミに捧ぐ』がある。妻は小説家の佐伯紅緒。
2010年、初監督映画『ランデブー!』で映画監督デビューを果たした。

## 主な作品

### テレビ
- 西遊記（1994年、日本テレビ）
- 夏子の酒（1994年、フジテレビ）※水橋文美江と共同脚本
- Age,35 恋しくて（1996年、フジテレビ）
- ミセスシンデレラ（1997年、フジテレビ）
- ストーカー 逃げきれぬ愛（1997年、読売テレビ）
- ラブジェネレーション（1997年、フジテレビ）
- 冷たい月（1998年、読売テレビ）
- WITH LOVE（1998年、フジテレビ）
- 湾岸署婦警物語 初夏の交通安全スペシャル（1998年、フジテレビ）
- 奇跡の人（1998年、読売テレビ）
- ママチャリ刑事（1999年、TBS）
- 独身生活（1999年、TBS）
- 京都始末屋事件ファイル（1999年、テレビ朝日）※2、5、9話担当
- サラリーマン刑事2(1999年、フジテレビ)
  - サラリーマン刑事3(2000年、フジテレビ)
- 二千年の恋（2000年、フジテレビ）
- 月下の棋士（2000年、テレビ朝日）
- 花村大介（2000年、関西テレビ）
- ルーキー!（2001年、関西テレビ）
- 傷だらけのラブソング（2001年、関西テレビ）
- サトラレ（2002年、テレビ朝日）
- 恋は戦い!（2003年、テレビ朝日）
- 特命係長 只野仁（2003年・2005年・2007年、テレビ朝日）
- アットホーム・ダッド（2004年、関西テレビ）[3]
- 鬼嫁日記（2005年、関西テレビ）
- ウルトラマンマックス（2005年 - 2006年、中部日本放送）
- 大奥〜華の乱〜（2005年、フジテレビ）
- 7人の女弁護士（2006年・2008年、テレビ朝日）
- 結婚できない男（2006年、関西テレビ）
  - まだ結婚できない男（2019年、関西テレビ）[4]
- 大奥スペシャル〜もうひとつの物語〜（2006年、フジテレビ）
- 鬼嫁日記 いい湯だな（2007年、関西テレビ）
- オトコの子育て（2007年、朝日放送・テレビ朝日）
- ロト6で3億2千万円当てた男（2008年、朝日放送・テレビ朝日）
- 白い春（2009年、関西テレビ）
- おひとりさま（2009年、TBS）
- まっすぐな男（2010年、関西テレビ）
- 幸福の黄色いハンカチ（2011年、日本テレビ）
- 家族法廷（2011年、BS朝日）
- 梅ちゃん先生（2012年、NHK連続テレビ小説）
  - 梅ちゃん先生〜結婚できない男と女スペシャル〜（2012年、NHKBSプレミアム）
- ダブルス〜二人の刑事（2013年、テレビ朝日）
- 下町ボブスレー（2014年、NHK BSプレミアム）
- ブラック・プレジデント（2014年、関西テレビ）
- 吉原裏同心（2014年、NHK）
  - 吉原裏同心〜新春吉原の大火〜（2016年､NHK）
- 匿名探偵（2014年、テレビ朝日）
- ママが生きた証（2014年、テレビ朝日）
- ラスト・ドクター〜監察医アキタの検死報告〜（2014年、テレビ東京）
- 全盲の僕が弁護士になった理由　(2014年、TBS)
- 紅白が生まれた日（2015年3月21日、NHK）[5]
- ちゃんぽん食べたか（2015年、NHK）
- オトナ女子（2015年、フジテレビ）
- お迎えデス。（2016年、日本テレビ）[6]
- 沈黙法廷（2017年、WOWOW)
- 赤ひげ（2017年、NHK BSプレミアム）
  - 赤ひげ2（2019年、NHK BSプレミアム）
  - 赤ひげ3（2020年、NHK BSプレミアム）
  - 赤ひげ4（2022年、NHK BSプレミアム）
- シグナル 長期未解決事件捜査班（2018年、フジテレビ）
- 雲霧仁左衛門4（2018年、NHKBSプレミアム）
- 僕の初恋をキミに捧ぐ（2019年、テレビ朝日）
- カンテレ開局60周年特別ドラマ 僕が笑うと（2019年、カンテレ）
- ドラマスペシャル『東京地検の男』（2021年、テレビ朝日）
- 月曜プレミア8『大川と小川の時短捜査』（2022年、テレビ東京）
- 我らがパラダイス（2023年、NHK BSプレミアム・BS4K）
- 月曜プレミア８「大川と小川の休日捜査」（2024年、テレビ東京）

### 配信ドラマ
- 特命係長 只野仁 AbemaTVオリジナル（2017年 - 2018年、AbemaTV）

### 映画
- 大失恋。（1995年）
- g@me.（2003年）
- ドリームスタジアム－Dream Stadium－（1997年）
- ナトゥ 踊る！ニンジャ伝説（2000年）
- 九ノ一金融道（2000年）
- 生 霊 〈いきすだま〉（2001年）
- 特命係長 只野仁 最後の劇場版（2008年）
- ランデブー!（2010年） - 監督・脚本
- 天国からのエール（2011年）
- 結婚（2017年）[7]
- 世界は今日から君のもの（2017年） - 監督・脚本
- 炎上シンデレラ（2022年）- 監督・脚本
- シサㇺ (2024年）

### アニメ
- 東京マーブルチョコレート（2007年）

### 舞台
- プレイバックpart2 屋上の天使（2005年・2006年）

### 小説
- パラレル・パスポート（2024年）

## 受賞歴
- 第50回ザテレビジョンドラマアカデミー賞 脚本賞『結婚できない男』[8]
- 第61回ザテレビジョンドラマアカデミー賞 脚本賞（『白い春』）[9]
- 第74回ザテレビジョンドラマアカデミー賞 脚本賞（『梅ちゃん先生』）

## テレビ出演
- ディープピープル（2011年9月26日、NHK総合）
- マツコ会議 マツコ圧倒！美女のその後SP（2019年11月30日、日本テレビ） - 配偶者である佐伯紅緒の自宅訪問で出演